# Liste der Stolpersteine in Maribor

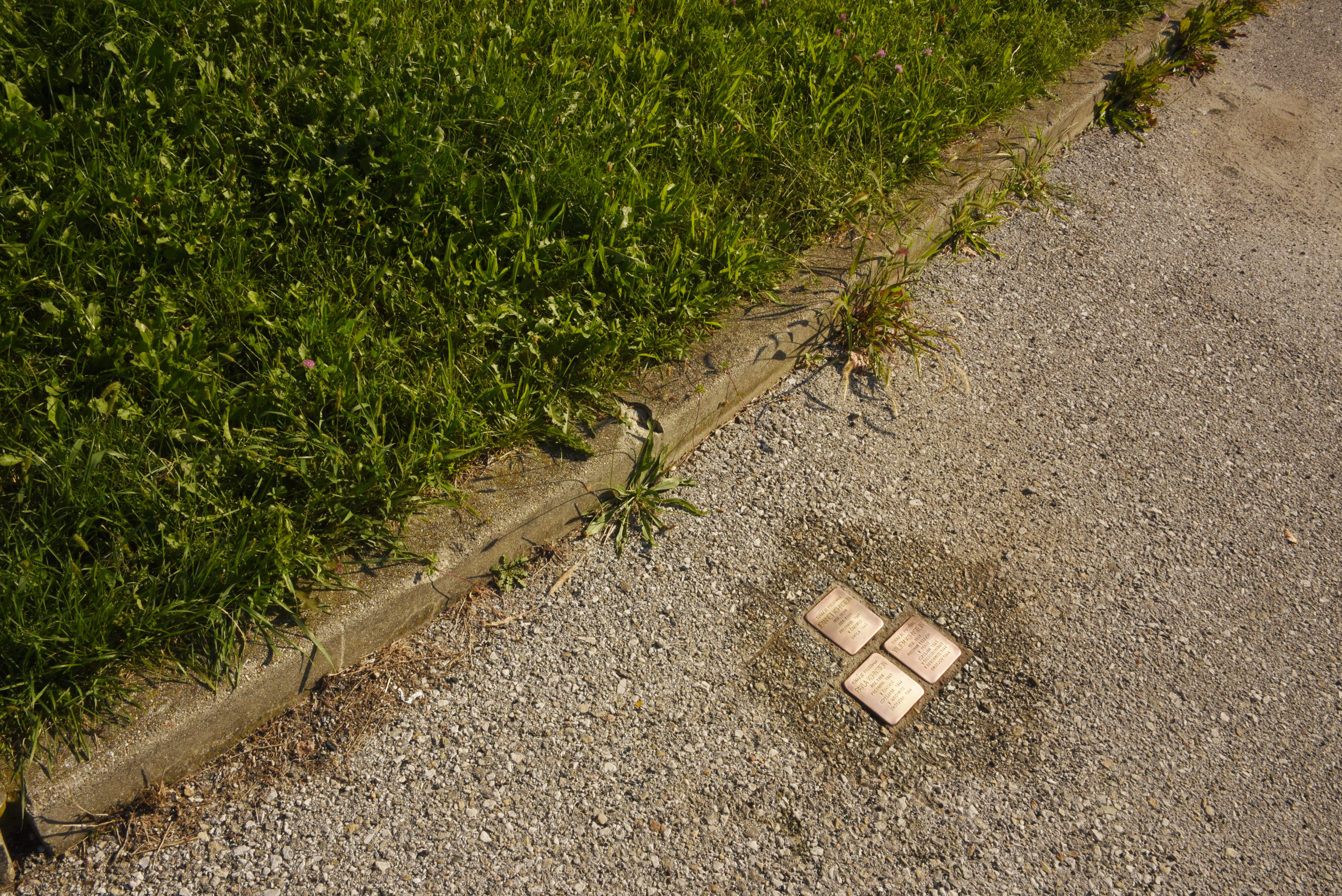
Stolpersteine in Maribor

Die Liste der Stolpersteine in Maribor enthält die Stolpersteine, die vom Kölner Künstler Gunter Demnig in der slowenischen Stadt Maribor verlegt wurden. Stolpersteine erinnern an das Schicksal der Menschen, die von den Nationalsozialisten ermordet, deportiert, vertrieben oder in den Suizid getrieben wurden. Stolpersteine liegen im Regelfall vor dem letzten selbstgewählten Wohnsitz des Opfers.
In slowenischer Sprache heißen die Stolpersteine: Tlakovci spomina.

## Verlegte Stolpersteine
Am 13. Juli 2012 wurden von Gunter Demnig zwölf Stolpersteine in Maribor für Mitglieder zweier jüdischer Familien verlegt. Andere Opfergruppen sind noch nicht berücksichtigt. Im Rahmen des Projekters Stolpersteine untersucht wurden bislang die Lebensgeschichten der Familien Singer und Kohnstein, die nach der Besetzung Sloweniens nach Međimurje in Ungarn flüchten mussten, wo seit 1935 bereits Emil Kohnstein mit seiner Familie lebte. Die Singers und Kohnsteins wurden bereits 1941 mit der sogenannten Endlösung der Judenfrage konfrontiert, als Ustaschas im KZ Jadovno Nicola Steiner, den Sohn Eugen Steiners, töteten und die Nationalsozialisten Viljem Kohnstein von Prag nach Theresienstadt deportierten. Von dort wurde er 1944 ins KZ Auschwitz-Birkenau überstellt und zu Tode gebracht.
| Stolperstein | Übersetzung | Verlegeort                                                                              | Name, Leben |
| ------------ | --- | --------------------------------------------------------------------------------------- | --- |
|              | HIER WOHNTE ARNOŠT KOHNSTEIN JG. 1888 VERTRIEBEN 1941 NACH ČAKOVEC DEPORTIERT 1944 NACH AUSCHWITZ ERMORDET 1944 IN STUTTHOF                                | Ulica kneza Koclja 2 ·                                                                  | Arnošt Kohnstein, auch Ernst, wurde 1888 geboren, war Kaufmann und wurde 1941 aus seiner Heimatstadt Maribor vertrieben. Er flüchtete nach Međimurje, wo sein Bruder Emil bereits seit 1935 lebte. Er wurde 1944 – gemeinsam mit seiner Frau Olga, seinem Sohn Rudolf und seinen Zwillingstöchtern Gisela und Milica – aus Čakovec ins KZ Auschwitz-Birkenau verschleppt und mutmaßlich 1944 im KZ Stutthof ermordet. |
|              | HIER WOHNTE GIZELA KOHNSTEIN JG. 1927 VERTRIEBEN 1941 NACH ČAKOVEC DEPORTIERT 1944 NACH AUSCHWITZ ÜBERLEBTE                                                | Ulica kneza Koclja 2 ·                                                                  | Gizela Kohnstein, auch Gisela oder Gisele genannt, wurde 1927 in Maribor geboren. Gemeinsam mit ihrem Bruder Rudolf, ihrer Zwillingsschwester Milica und ihren Eltern Arnošt und Olga Kohnstein wurde sie am 26. April 1944 verhaftet und in Nagykanizsa interniert. Am 2. Mai 1944 folgte der Abtransport der Familie ins KZ Auschwitz-Birkenau, wo ihre Eltern und ihr Bruder sofort ermordet wurden. Sie bekam die Nummer 80913 eintätowiert und wurde gemeinsam mit ihrer Schwester für das Zwillingsforschungsprojekt von Josef Mengele missbraucht. Gizela Kohnstein überlebte das KZ, kam danach nach Budapest. Ihre Schwester Milica verstarb 1946 an den Folgen der im Konzentrationslager erlittenen Entbehrungen. Gizela Kohnstein kehrte nach Jugoslawien zurück und ging 1947 in die ČSSR. |
|              | HIER WOHNTE JEANNET KOHNSTEIN GEB. BLUM JG. 1866 VERTRIEBEN 1941 NACH ČAKOVEC GESTORBEN 1943                                                               | Ulica Borcev za severno mejo 2 · (vor der Einfahrt zu Ulica Borcev za severno mejo 4) · | Jeannet Kohnstein geb. Blum wurde 1866 geboren. Sie wurde nach der Okkupation Sloweniens durch das NS-Regime im Jahre 1941 nach Čakovec vertrieben, wo sie 1943 verstarb. |
|              | HIER WOHNTE MILICA KOHNSTEIN JG. 1927 VERTRIEBEN 1941 NACH ČAKOVEC DEPORTIERT 1944 NACH AUSCHWITZ ÜBERLEBTE GESTORBEN AN DEN FOLGEN INTERNIERT IN BUDAPEST | Ulica kneza Koclja 2 ·                                                                  | Milica Kohnstein, auch Emilia oder Milica genannt, wurde 1927 in Maribor geboren. Gemeinsam mit ihrem Bruder Rudolf, ihrer Zwillingsschwester Gizela und ihren Eltern Arnošt und Olga Kohnstein wurde sie am 26. April 1944 verhaftet und in Nagykanizsa interniert. Am 2. Mai 1944 folgte der Abtransport der Familie ins KZ Auschwitz-Birkenau, wo ihre Eltern und ihr Bruder sofort ermordet wurden. Sie bekam die Nummer 80912 eintätowiert und wurde gemeinsam mit ihrer Schwester für das Zwillingsforschungsprojekt von Josef Mengele missbraucht. Zwar überlebte sie die KZ-Zeit, verstarb jedoch 1946 an den Folgen der im Konzentrationslager erlittenen Entbehrungen. Über ihren Todesort gibt es unterschiedliche Angaben, entweder Budapest oder Čakovec.                                  |
|              | HIER WOHNTE OLGA KOHNSTEIN GEB. SINGER JG. 1895 VERTRIEBEN 1941 NACH ČAKOVEC DEPORTIERT 1944 NACH AUSCHWITZ ERMORDET 1944                                  | Ulica kneza Koclja 2 ·                                                                  | Olga Kohnstein geb. Singer wurde 1895 geboren und 1941 gemeinsam mit ihrem Ehemann Arnošt, dem Sohn Rudolf und den Zwillingstöchtern Gizela und Milica aus Maribor vertrieben. Die Familie flüchtete nach Međimurje, wo ihr Schwager Emil bereits seit 1935 lebte. Sie wurde 1944 – gemeinsam mit Ehemann, Sohn und Töchtern – aus Čakovec ins KZ Auschwitz-Birkenau verschleppt und dort ermordet. |
|              | HIER WOHNTE PAVLA KOHNSTEIN JG. 1889 VERTRIEBEN 1941 NACH ČAKOVEC DEPORTIERT 1944 NACH AUSCHWITZ ERMORDET 1944                                             | Ulica Borcev za severno mejo 2 · (vor der Einfahrt zu Ulica Borcev za severno mejo 4) · | Pavla Kohnstein wurde 1889 geboren. Nach der Okkupation Sloweniens im April 1941 wurde sie gemeinsam mit ihrer Familie aus ihrer Heimatstadt Maribor nach Čakovec vertrieben. Nach der Besetzung Ungarns im März 1944 wurde sie gemeinsam mit ihrer Familie ins KZ Auschwitz-Birkenau deportiert und dort ermordet. |
|              | HIER WOHNTE RUDOLF KOHNSTEIN JG. 1919 VERTRIEBEN 1941 NACH ČAKOVEC DEPORTIERT NACH MAUTHAUSEN ERMORDET 1944745                                             | Ulica kneza Koclja 2 ·                                                                  | Rudolf Kohnstein wurde 1919 als Sohn von Arnošt und Olga Kohnstein geboren. 1927 kamen seine Zwillingsschwestern Gizela und Milica zur Welt. Die Familie musste nach der Besetzung Sloweniens im April 1941 nach Međimurje flüchten, wo Rudolfs Onkel Emil bereits seit 1935 lebte. Die Kohnsteins wurde am 2. Mai 1944 aus Čakovec ins KZ Auschwitz-Birkenau verschleppt, wo Rudolf Kohnstein gemeinsam mit seinen Eltern sofort nach der Ankunft ermordet wurde. |
|              | HIER WOHNTE VILJEM KOHNSTEIN JG. 1891 VERTRIEBEN 1937/38 NACH PRAG DEPORTIERT 1941 NACH THERESIENSTADT NACH AUSCHWITZ 1944 ERMORDET 1944                   | Ulica Borcev za severno mejo 2 · (vor der Einfahrt zu Ulica Borcev za severno mejo 4) · | Viljem Kohnstein, geboren 1891, begab sich 1937 nach Prag. Dort wurde er 1941 vom NS-Regime in Haft genommen und ins Ghetto Theresienstadt verschleppt. 1944 erfolgte die Deportation ins KZ Auschwitz-Birkenau, wo er ermordet wurde. |
|              | HIER WOHNTE DRAGO SINGER JG. 1897 VERTRIEBEN 1941 NACH ČAKOVEC DEPORTIERT 1944 NACH AUSCHWITZ ÜBERLEBTE                                                    | Nasipna ulica 68 ·                                                                      | Drago Singer, auch Dragotin oder Dragutin, wurde 1897 in Hodošan geboren. Er heiratete Erna Kohnstein, das Paar hatte einen Sohn, Milan, geboren 1931 in Zagreb. Nach der Okkupation Sloweniens durch das NS-Regime im April 1941 wurde die Familie aus Maribor nach Čakovec vertrieben. Nach der Okkupation Ungarns durch das NS-Regime im März 1944 wurden Drago, Erna und Milan Singer ins KZ Auschwitz-Birkenau deportiert. Dort wurden seine Frau und sein Sohn unmittelbar nach der Ankunft in der Gaskammer ermordet. Drago Singer überlebte und verstarb 1977 in Maribor. |
|              | HIER WOHNTE ERNA SINGER GEB. KOHNSTEIN JG. 1904 VERTRIEBEN 1941 NACH ČAKOVEC DEPORTIERT 1944 NACH AUSCHWITZ ERMORDET 1944                                  | Nasipna ulica 68 ·                                                                      | Erna Singer geb. Kohnstein, auch Erno, wurde 1904 in Jihlava geboren. Sie heiratete Drago Singer, das Paar hatte einen Sohn, Milan, geboren 1931 in Zagreb. Das Paar lebte seit 1932 in Maribor. Nach der Okkupation Ungarns durch das NS-Regime im März 1944 wurden Drago, Erna und Milan Singer ins KZ Auschwitz-Birkenau deportiert. Dort wurden Erna Singer und ihr Sohn unmittelbar nach der Ankunft in der Gaskammer ermordet. |
|              | HIER WOHNTE MARIJA SINGER GEB. ZEISSLER JG. 1860 VERTRIEBEN 1941 NACH ČAKOVEC DEPORTIERT 1944 NACH AUSCHWITZ ERMORDET 1944                                 | Ulica kneza Koclja 2 ·                                                                  | Marija Singer geb. Zeissler wurde 1860 in Szombathely geboren. Nach der Okkupation Sloweniens durch das NS-Regime im April 1941 wurde sie gemeinsam mit ihrer Familie aus ihrer Heimatstadt Maribor nach Čakovec vertrieben. Nach der Okkupation Ungarns durch das NS-Regime im März 1944 wurde sie gemeinsam mit ihrer Familie ins KZ Auschwitz-Birkenau deportiert und dort ermordet. |
|              | HIER WOHNTE MILAN SINGER JG. 1931 VERTRIEBEN 1941 NACH ČAKOVEC DEPORTIERT 1944 NACH AUSCHWITZ ERMORDET 1944                                                | Nasipna ulica 68 ·                                                                      | Milan Singer wurde 1931 in Zagreb als Sohn von Drago und Erna Singer geboren und 1944 vom NS-Regime ins KZ Auschwitz-Birkenau deportiert, wo er unmittelbar nach der Ankunft gemeinsam mit seiner Mutter in der Gaskammer ermordet wurde. Er war 12 oder 13 Jahre alt. |

## Verlegedatum
Die Stolpersteine wurden am 13. Juli 2012 vom Künstler Gunter Demnig persönlich verlegt.